# Stomatepia mongo
Stomatepia mongo es una especie de peces de la familia Cichlidae en el orden de los Perciformes.

## Morfología
Los machos pueden llegar alcanzar los 10 de longitud total.

## Hábitat
Es una especie de clima tropical. 

## Distribución geográfica
Se encuentran en África: es una especie  endémica del lago Barombi Mbo (Camerún).  